# Tanaka Giichi
Tanaka Giichi est un nom japonais traditionnel ; le nom de famille (ou le nom d'école), Tanaka, précède donc le prénom (ou le nom d'artiste).
Pour les articles homonymes, voir Tanaka.
Le baron Tanaka Giichi (田中 義一), né le 22 juin 1864 à Hagi dans le domaine de Chōshū au Japon et mort à l'âge de 65 ans le 29 septembre 1929 à Tokyo, est un général de l'armée impériale japonaise et homme d'État qui est le 26e premier ministre du Japon du 20 avril 1927 au 2 juillet 1929.

## Biographie

### Carrière militaire

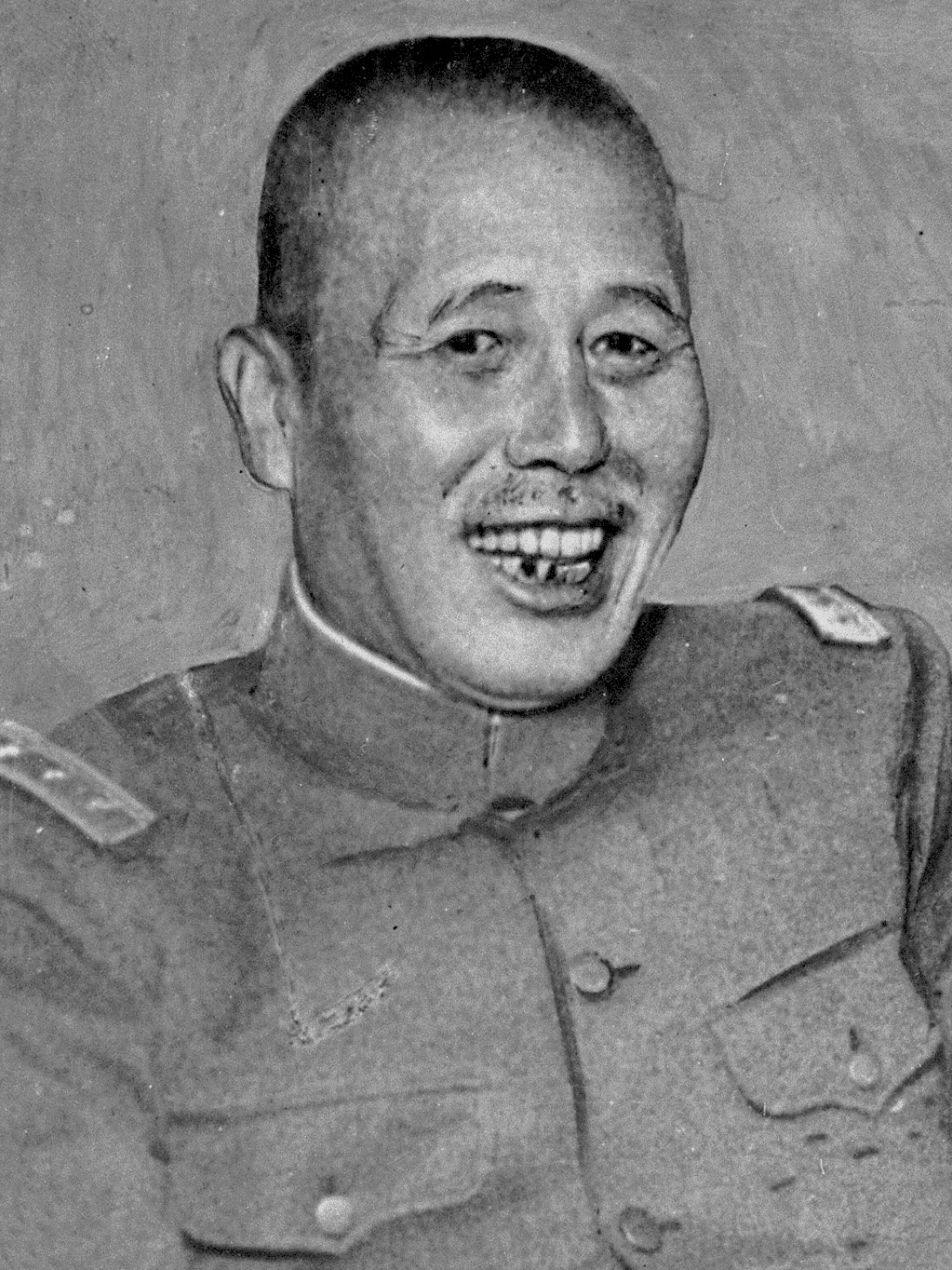
Tanaka (officier).

Tanaka est issu d'une famille samourai de Hagi dans la province de Nagato (actuelle préfecture de Yamaguchi). Sorti diplômé de l'académie militaire en 1892, il sert pendant la guerre sino-japonaise (1894-1895).
Après ce conflit, il est envoyé à Moscou et Petrograd en tant qu'attaché militaire et se trouva en Russie en même que Takeo Hirose de la Marine impériale japonaise avec qui il devient ami. Tanaka finit par parler couramment le russe qu'il apprend petit à petit pendant la messe du dimanche dans les églises orthodoxes russes mais il n'est pas certain qu'il se soit converti au christianisme. Plus tard, pendant la guerre russo-japonaise (1904-05), il est l'aide du général Kodama Gentarō en Mandchourie. En 1906, Tanaka aide à concevoir un plan de défense qui est très apprécié par l'état-major et par le général Aritomo Yamagata quand il est appliqué comme politique militaire de base jusqu'à la Première Guerre mondiale. Il reçoit l'ordre du Milan d'or (3e classe) en avril 1906.
En 1911, Tanaka est promu major-général et nommé directeur de la direction générale des Affaires militaires au ministère de la Guerre où il recommande d'augmenter la force de l'armée en rajoutant deux divisions d'infanterie supplémentaires. Il reçoit l'ordre du Trésor sacré (1re classe) en septembre 1918.
Promu général en 1920, il devient ministre de la Guerre dans le gouvernement de Takashi Hara puis dans le second gouvernement de Gonnohyōe Yamamoto. Pendant cette période, il soutient l'intervention en Sibérie. Il reçoit l'ordre du Soleil levant (1re classe) en septembre 1920.
Après sa retraite de l'armée, il est invité en 1925 à accepter le poste de président du Rikken Seiyūkai, un parti politique, et devient membre de la chambre des pairs. Il est plus tard élevé au titre de baron (danshaku) selon le système de pairie du kazoku. Il est prévu que Tanaka soit élevé au rang de maréchal au moment de sa retraite cependant, lorsque le ministère de la Guerre apprend que Tanaka a reçu une prime de 3 millions de yens pour accepter de rejoindre le Rikken Seiyūkai, la promotion est annulée.

### Carrière politique

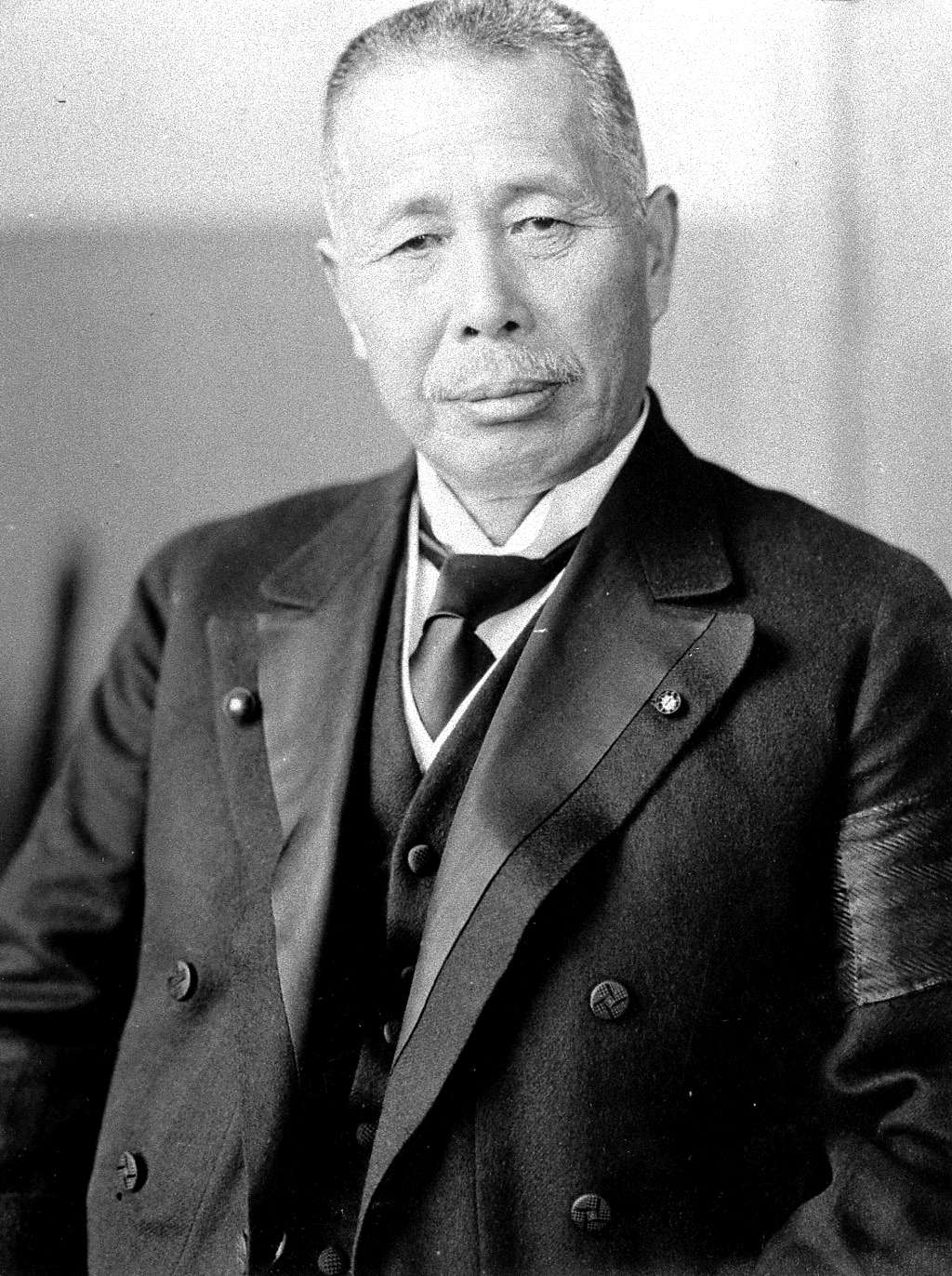
Tanaka (politicien).

Tanaka devient premier ministre du Japon le 20 avril 1927 durant la crise financière Shōwa, tout en étant en même temps ministre des Affaires étrangères. Il est également ministre de l'Intérieur (du 4 mai 1928 au 23 mai 1928), et ministre des Affaires coloniales (du 10 juin 1929 au 2 juillet 1929).
Dans la politique intérieure, Tanaka tente d'éliminer les partisans de gauche et suspecte les sympathisants communistes qu'il fait arrêter massivement (l'incident du 15 mars en 1928 et l'incident du 19 avril en 1929).
Dans la politique étrangère, il poursuit les politiques agressives interventionnistes qu'il a commencé quand il était officier en Mandchourie et en Mongolie. À trois occasions en 1927-28, il envoie des troupes intervenir militairement en Chine pour bloquer l'expédition du Nord de Tchang Kaï-chek qui cherche à unifier la Chine, c'est ce qu'on appelle l'incident de Jinan.
Les hommes politiques du Japon ont déjà commencé à préparer le pays à une guerre éventuelle. Cependant, en 1928, les machinations de sociétés secrètes ultranationalistes et de l'armée du Guandong provoquent une crise : l'assassinat du seigneur de guerre mandchou Zhang Zuolin et la tentative avortée de s'emparer de la Mandchourie. Tanaka lui-même est visé par une tentative d'assassinat et argue que les responsables devaient être jugés en public par la cour martiale pour homicide. Les responsables militaires, avec qui Tanaka est maintenant brouillé, insistent pour dissimuler l'incident, qui devient un secret d'état. Privés de soutien, et cibles de critiques de la diète et même de l'empereur Hirohito lui-même, Tanaka et son gouvernement démissionnent le 2 juillet 1929.
C'est Osachi Hamaguchi qui lui succède au poste de premier ministre tandis que Tanaka meurt quelques mois plus tard. À sa mort, il reçoit l'ordre des fleurs de paulownia. Sa tombe se trouve au cimetière de Tama Reien à Fuchū.

## Le mémorandum Tanaka
En 1929, la Chine accuse Tanaka d'avoir écrit le Mémorandum Tanaka qui prône la conquête de la Mandchourie, de la Mongolie, et éventuellement celle de la Chine entière. Il est accusé d'avoir présenté le texte à l'empereur en 1927. Aujourd'hui, la plupart des historiens japonais et occidentaux considèrent ce document comme un faux. D'un autre point de vue, dans un mémorandum publié dans les années 1950, l'homme d'affaires japonais d'origine taïwanaise Tsai Chih-Kan affirme qu'il avait personnellement fait une copie du "plan" à partir de la bibliothèque impériale dans la nuit du 20 juin 1928 pendant une action secrète en compagnie de plusieurs hauts-responsables japonais d'avant-guerre qui s'étaient opposés à Tanaka. Ainsi, à cause de ce témoignage, de nombreux manuels d'histoire chinois considèrent aujourd'hui le document comme authentique.